# Museo de Historia Natural Luis Enrique Fragoso
El Museo de Historia Natural Luis Enrique Fragoso es una institución ubicada en La Habana que constituye un centro de exposiciones biológicas y actividades científicas. Es un museo alternativo al Museo Nacional de Historia Natural de Cuba, el mayor del país.
Fue inaugurado con el proyecto «Puertas Abiertas» del nuevo año (2008) y se encuentra ubicado en la Plaza de Armas. Cuenta con colecciones de zoología combinadas con la cultura (ejemplo de ello es la venta de artesanías).